# ウニバクテリア
ウニバクテリア（Unibacteria）とは、原核生物の系統及び分類についての仮説である。外膜を持たない原核生物と定義され、1997年にキャバリエ＝スミスが提唱した。亜界の階級が与えられているが、現在の合意体系では認められていない。標準的な分類体系において、テルモトガ門、フィルミクテス門、放線菌門、古細菌に分類されている生物がこのグループに含まれる。
真核生物の起源を説明するネオムラ説に基づく修正六界説において、ネギバクテリアと原核生物を2分する。ネオムラ説は多くの研究者に支持されていないが、非常に有名であり、一般書籍でも時折取り上げられることがある。3ドメイン説を堅持する立場から古細菌を細菌界から除外し、グラム陽性細菌門を亜界に格上げしてウニバクテリアの代わりに使う場合もある。

## 特徴
最大の特徴は外膜がないことである。胞子（芽胞）形成種が比較的多いことも挙げられる。外膜と内膜の2つの膜構造を持つグラム陰性菌に対して、グラム陽性菌と古細菌が共に1枚の膜構造しか持っていないことに着目して提唱された。グラム陽性菌は、外膜を失ったグラム陰性菌から発展したと論じられている。また、放線菌と古細菌、真核生物の共通形質に対してもいくつか言及されており、分岐分類学上では真核生物もこの系統に含まれる。